# Grand Theft Auto: Liberty City Stories
A Grand Theft Auto: Liberty City Stories egy akció-kaland videójáték, amit a Rockstar North a Rockstar Leeds-zel közösen fejlesztett. A játékot 2005 végén adták ki PSP konzolra, majd a játék sikerén fölbuzdulva 2006 júniusában kiadták PlayStation 2-re is. 
A játék az 1998-as Liberty City-ben játszódik, tehát egyfajta előzménye a 2001-ben játszódó Grand Theft Auto III-nak. Kisebb-nagyobb hibái ellenére a játékot óriási ováció fogadta az Egyesült Államokban, és ennek a sikernek köszönhetően később elkészült a Grand Theft Auto: Vice City Stories.

## Megjelenés
A játék 2005. október 25-én jelent meg Amerikában, 2005. november 4-én pedig Európában, és Ausztráliában. A PlayStation 2-es verzió 2006. június 6-án került a boltok polcaira, Európában pedig június 22-én.

## Játékmenet
Egy szabadon bejárható amerikai nagyvárosban a játékos a nemlineáris játékmenetnek köszönhetően  szabadon cselekedhet. Autókat lophat el, járókelőket lövöldözhet, verekedhet, étterembe járhat, vagy a rendőröket bosszanthatja.
A járművek eltulajdonítása egyszerű. Liberty Cityben a rendőrautók kivételével minden autónak tárva-nyitva van az ajtaja, ezért mindenféle nehézségek nélkül meg lehet szerezni őket. Mozgásban lévő autókból is kiszedhető a sofőr. Ám nem mindegyik lakos adja át a slusszkulcsát, néhánnyal meg kell küzdeni a járműért. Mint az előző részekben, itt is találhatók lepukkant tragacsok, elegáns szedánok, és villámgyors sportkocsik. Lehetőség nyílik eltárolni egy-egy járművet a garázsban, így betöltés után az megmarad. Vannak motorbiciklik és helikopterek is, amelyek még élvezetesebbé teszik a játékmenetet.
A rendőrök jelenléte meghatározó. A játékban hatféle körözési szint van. Először még csak a helyi járőrkocsik erednek a nyomunkba, aztán már szögesdrótakadályokat is elénk vetnek, hogy ha ez sem elég, akkor az FBI is ránk száll, és ha végleg kihúzzuk a gyufát, akkor az amerikai hadsereg a tankjaival próbál minket feltartóztatni. Ám a városban továbbra is jelen vannak a Pay N' Spray garázsok, amibe ha betérünk, 100 $-ért cserébe festést és rendszámot cserélnek a kocsinkon, ezáltal a zsaruk számára felismerhetetlenek leszünk. Ezenkívül felszedhetünk körözés-csillapító csillagokat is, amik egy csillaggal lejjebb viszik körözöttségi szintünket.
Vállalhatunk taxis, mentős, tűzoltó, bűnüldöző, vagy pizzafutár küldetéseket, amik nem fizetnek olyan jól, de unaloműzésre kiválóak. Vannak fő, és mellékküldetések, amiket tetszés szerinti sorrendben vállalhatunk el. Minden küldetéshez szükség van egy bizonyos járműre (pl. a rendőrös küldetéshez el kell kötni egy rendőrautót). A városban 100 rejtett csomag található, amik Liberty City különböző pontjain vannak elrejtve, és nehéz őket megtalálni. Ha megtaláljuk mind a százat, jutalmat kapunk.
A harcrendszer egy kicsit visszafejlődött a San Andreas-hoz képest. Itt nincsenek különböző harci mozdulatok, és a pisztolypárbaj sem olyan jól megszerkesztett, mint az eggyel korábbi elődben. A fegyverek száma csökkent, nincs annyiféle kézi és lőfegyver sem, mint a San Andreas-ban, vagy a Vice City-ben. A játékban van szamurájkard, baseballütő, hokiütő, láncfűrész, pisztoly, UZI, AK-47, M4, minigun, lángszóró, rakétavető.
A játékban nem tudunk ingatlanokat és cégeket vásárolni. Ezenkívül nem tudunk repülőgépeket sem vezetni, és úszni sem tudunk. 

## Szereplők
Toni Cipriani: A játék egy központi karakter körül forog. Ez az olasz maffiózócsaládból származó Toni Cipriani, aki Salvatore Leone maffiavezér hívására érkezik Liberty City-be. A Leone család szolgálatába állva végzi el a piszkos munkát, például más bandák elleni bérgyilkosságokat, robbantásokat, vagy merényleteket. Az alapvető feladata az, hogy segítsen Salvatore Leone-nak megtisztítani Liberty City-t a várost uraló ellenséges maffiáktól, és ezáltal átvegye a hatalmat a város felett.
Salvatore Leone: Ő a "Főnök" a játék folyamán. Salvatore Leone már a San Andreasban is föltűnt, akkor ő volt a Caligula's kaszinó igazgatója. Azóta eltelt hat év, és Salvatore átköltözött Liberty City-be, ahol átvette a város egyik maffiájának az irányítását. Szicíliai családból származik, felesége Maria. Ő a legrettegettebb bűnöző a "Szabadság Városában", mivel vasököllel irányítja a Leone családot.
Donald Love: médiakirály
Massimo Torini: A Szicíliai Maffia alvezére.
Ma Cipriani: Toni mamája, aki nem kedveli őt. Ad nekünk küldetéseket, de az egyikben ellenünk felfogad bérgyilkosokat. Ezek a játék folyamán is megpróbálják ellátni a bajunkat, de egy küldetés után 'Ma' leállítja a bérgyilkosokat.
Miguel: Miguel nem sokat szerepel a játékban, csak a 'Contra banned' című küldetésben jelenik meg. Ő a Colombian Cartel banda vezére, és Catalina barátja.
Kazuki Kasen: A Yakuzák vezére. Egy igazi japán üzletember, aki folyamatos veszélyben van, mivel a Leone család, a Sindacco család, és a Forelli család is vérdíjat tűzött a fejére, amiért folyamatosan háborúban áll velük.
Toshiko Kasen: Kazuki felesége, de mégis ellene van. Tőle is kapunk küldetéseket, de végül nem bírja tovább a szenvedést és öngyilkos lesz.
Avery Carrington: már Vice City-ben is találkozhattunk vele. Most Liberty Citybe költözik, hogy az itteni ingatlanokra is kivethesse hálóját. Tőle nem kapunk küldetést, hanem a 'Panlantic Land Grab' című küldetésben Donald Love megkér minket, hogy végezzünk vele és vegyük el a táskáját, később Donald Love megette Avery holttestét Neddel együtt.
Ned Burner: Egy riporter, akivel először papként találkoztunk egy templomban. 4 küldetést kapunk tőle, később a 'Stop The Press' címü küldetésben meg kell őt ölnünk, mert bizonyítékai vannak, hogy Toni és Donald ölték meg Avery-t. Később Donald Love megette Ned holttestét Avery-vel együtt.
Leon McAffrey: Egy korrupt rendőr az LCPD-nél. Tőle is kapunk küldetéseket.
Ray Machowski: Leon McAffrey küldetései során találkozhatunk vele.
Vincenzo Cilli: Kapunk tőle is néhány küldetést, de a 'Hot Wheels' nevű küldetésben csapdába csal minket és ezért végeznünk kell vele.
Maria Latore: Salvatore barátnője, de csak a pénze miatt van vele. Kapunk tőle is küldetéseket. Salvatore-t már többször megcsalta.
JD O'Toole (Joseph Daniel O'Toole): Övé a 'Paulie's Revue Bar' (ami egy sztriptízbár) a 'RED LIGHT DISTRICT'-ben és tőle is küldetéseket fogunk kapni. A Sindacco család őrzi a területet, de JD is a Leone családhoz akar tartozni. Majd 'Micky' meg fogja őt ölni, mert szerinte Salvatore sosem hallgatna egy ilyen alakra.
8-Ball: Bombaszakértő.
Miles O'Donovan: Miután Toni megölte Roger C. Hole-t, ő lett a polgármester, kapcsolatban áll a Forelli családdal és a Szicíliai Maffiával, de később a Leone családnak dolgozik.
Franco Forelli: Ő a Forelli Család vezetője 1998-ban és egyben Sonny, Marco, Mike Forelli testvére és Giorgio Forelli az unokatestvére. Az ő bandája az egyik legerősebb a játékban.
Azonban Toni Cipriani elkezdi gyengíteni őket, emiatt a bandája utálni fog. Ő valószínűleg meghal a Fort Staunton robbanásban.
Paulie Sindacco: A Sindacco család vezére és Johnny Sindacco apja.
Phil Cassidy: illegális fegyverkereskedő
Leone bácsi: Salvatore nagybátya, a Szicíliai Maffia vezére.

## Cselekmény
A Grand Theft Auto: Liberty City Stories eseményei 3 évvel a Grand Theft Auto III cselekményei előtt, 1998-ban játszódnak. A játék elején Toni Cipriani leszáll Liberty City egyik buszmegállójában és rögtön új feletteséhez, Salvatore Leone-hoz indul. Leone elmondja neki, hogy Liberty City-t több ellenséges banda uralja, és hogy a feladata az lesz, hogy egyszer és mindenkorra rendet teremtsen a "Szabadság Városában", és a Leone családot győzelemre segítse a városért folyó harcban. A küldetés azonban nem egyszerű: hamar híre megy, hogy Toni visszatért a városba, és ezt az ellenség nem nézi jó szemmel. Bérgyilkosokat és más alvilági erőket küldenek a nyomába, hogy végezzenek vele.
A főszereplő különböző emberek küldetéseit teljesíti. Vincenzo Cilli, Donald Love és természetesen Salvatore Leone is ad neki megbízásokat. A Sindacco családdal, a Yakuzákkal, a Triádokkal, és a Diablo bandával is lesz dolgunk a játék folyamán. Sőt a végén még Leone Szicíliai ellenségei is az életünkre törnek majd. De ha átmentünk minden küldetésen, a végére mi leszünk Liberty City leggazdagabb és legbefolyásosabb maffiózói.

## A város
Liberty City tulajdonképpen egyenlő New York City-vel. Ugyanazt a várost kapjuk vissza, amit a GTA III-ban már láthattunk, néhány épület máshogy néz ki, és vannak új pályarészek is. A város három részre van osztva:
Portland: Liberty City kereskedelmi része. Itt kikötők, raktárak, és bérházak találhatók. Emellett itt helyezkedik el Salvatore Leone villája is. Ez az első városrész, amit bejárhatunk, amíg a többi nem válik játszhatóvá. Itt a módosítások közé tartozik a salakmotorpálya és a kompállomás, ami egymás mellett helyezkedik el. A valóságban Brooklyn hasonmása.
Stauton Island: Manhattan játékbeli mása. Ez a város üzleti negyede, mivel itt felhőkarcolók, és más kereskedelmi központok találhatók. Itt már könnyebb luxusautókra bukkanni. Itt is van egy kompállomás, ami Portlanddel áll összeköttetésben. Liberty City középső részén helyezkedik el, egy óriási szigeten.
Shoreside Vale: Egy csendesebb, gazdagabb, nyugodtabb városrész. Itt található a város reptere, a 'Francis nemzetközi reptér'. Egy alacsony hegy is elhelyezkedik ezen a városrészen.
A három nagy városrészt kisebb kerületekre lehet osztani.

## Rádiók / Zene
A GTA sorozat mindegyik részére jellemző a korhű, élvezetes zenei betét, amit a járművek rádióján keresztül hallgathatunk. Liberty City rádiói:
- HEAD RADIO (Pop, új hullám)
- DOUBLE CLEF FM (Klasszikus, operett)
- K-JAH (Reggae)
- RISE FM (Techno, diszkó)
- LIPS 106 (House, diszkó)
- RADIO DEL MUNDO (Latin zene, salsa)
- MSX 98 (Techno, elektronikus)
- FLASHBACK FM (Retró)
- THE LIBERTY JAM (Hip-Hop, rap)
- LCFR [Liberty City Free Radio] (beszélgetős)